# Halle Berry
Halle Maria Berry (født 14. august 1966) er en amerikansk skuespiller. Den 24. marts 2002 modtog hun som den første sorte, kvindelige skuespiller en Oscar for bedste kvindelige hovedrolle i Monster's Ball. Hun har desuden medvirket i James Bond-filmen Die Another Day, som NSA-agenten Jinx.

## Biografi

### Opvækst
Halle Berry er datter af engelske Judith Ann Hawkins. og afroamerikaneren Jerome Jesse Berry fra Ohio Hendes forældre blev skilt allerede, da hun var 4 år. Moderen fik forældremyndigheden. Halle har en søster, Heidi, som er født 2 år før hende og stedsøsteren Reené, som har en anden mor.
Berry var populær på sin skole, Bedford High School. Hun var både cheerleader og elevrådsformand på skolen. Før hun blev skuespiller, stillede hun op i skønhedskonkurrencer – herunder Miss Ohio og Miss Teen All-American.

### Ægteskaber
Halle Berry blev i 1992 gift med baseballspilleren David Justice. De blev skilt i 1996.
Den anden gang, hun blev gift, var i 2001 med musikeren Eric Bennet. De blev separeret i 2004 og skilt året efter. Efter skilsmissen udtalte hun: "Jeg ville finde kærlighed, og jeg skal nok finde det, forhåbentlig." Da de stadig var gift, havde hun tænkt sig at adoptere Erics datter, India, men skilsmissen forhindrede det.
I 2005 fandt hun sammen med den fransk-canadiske model Gabriel Aubry. Parret mødtes ved en Versace-fotoseance. Berry har til det amerikanske blad Extra fortalt, at hun planlagde at adoptere et barn: "Jeg vil adoptere, hvis jeg ikke føder selv - det er helt sikkert. Og selv, hvis jeg føder et barn, vil jeg sandsynligvis adoptere." Senere sagde hun: "Jeg vil aldrig giftes igen. Jeg tror, man kan sige, at jeg har en dårlig smag, hvad angår mænd. Men jeg føler ikke længere, jeg behøver at være nogens kone."
5. september 2007 bekræftede hun, at hun ventede et barn med Gabriel. Hun fortalte: "Gabriel og jeg er så lykkelige. Jeg har ventet meget lang tid på dette øjeblik. De næste par måneder vil blive de længste i mit liv. Jeg er 3 måneder henne."
17. marts 2008 fødte hun datteren Nahla Ariela Aubry. Nahla betyder "bi" på arabisk, og det hebraiske navn Ariela betyder "Guds Løvinde". Halle er vild med Disney-film, så derfor opkaldte hun datteren efter dem. Nahla er løvinden i Løvernes Konge og Ariel er havfruen i filmen Den lille havfrue. D. 30. april 2010, bekendtgjorde Berry og Aubry, at de var gået fra hinanden.
I 2010 begyndte Halle Berry at date den franske skuespiller Olivier Martinez, som hun havde mødt i forbindelse med indspilningen af filmen Dark Tide i Sydafrika. De blev gift i Frankrig d. 13. juli 2013 og fik senere samme år sønnen Maceo. Parret blev skilt i 2016.

## Filmografi
- John Wick 3: Parabellum (2019)
- Kingsman: The Golden Circle (2017)
- X-Men: Days of Future Past (2014)
- Movie 43 (2013)
- The Call (2013)
- Cloud Atlas (2012)
- Dark Tide (2012)
- New Year's Eve (2011)
- Perfect Stranger (2007)
- Things We Lost in the Fire (2007)
- X-Men: The Last Stand (2006)
- Catwoman (2004)
- Gothika (2003)
- X-Men 2 (2003)
- Die Another Day (2002)
- Monster's Ball (2002)
- Swordfish - kodeord Sværdfisk (2001)
- X-Men (2000)
- Bulworth (1998)
- Why Do Fools Fall In Love (1998)
- Desperat valg (1996)
- Race The Sun (1996)
- The Rich Man's Wife (1996)
- Losing Isaiah (1995)
- The Flintstones (1994)
- Father Hood (1993)
- The Program (1993)
- Boomerang (1992)
- Jungle Fever (1991)
- Strictly Business (1991)
- The Last Boy Scout (1991)